# Le Guitariste (Greuze)
Pour les articles homonymes, voir Le Guitariste.
Le Guitariste (ou L'Oiseleur accordant sa guitare) est une peinture à l'huile sur toile du peintre français Jean-Baptiste Greuze, peinte vers 1757 lors du séjour de l'artiste à Rome. L'œuvre est conservée au Musée national de Varsovie et est exposée en salle 7, dans la Galerie des peintures italiennes et françaises.

## Description
Le tableau représente un jeune homme accordant une guitare. Le mobilier de la modeste pièce prouve que le personnage de la toile est un chasseur d'oiseaux. Les trophées de chasse collectés ont une double signification : ils ont longtemps symbolisé le séducteur, c'est-à-dire le chasseur de femmes.
La toile fut exposée en 1757 au Salon de Paris. Greuze expose simultanément deux versions d'un même sujet, le deuxième tableau se trouve actuellement au Musée des Beaux-Arts de Nantes. Selon les critiques, les deux œuvres représentent une scène de genre, inspirée de l'art hollandais.

## Histoire
Le Guitariste faisait initialement partie de la collection de J.B. Boyer de Fonscolombe, et a été acheté au milieu du XIXe siècle par Ksawery Branicki. Il a été transporté en Pologne vers 1900, conservé au palais de Róża Branicka à Varsovie, et au palais de Wilanów. En 1926, lorsque le domaine Branicki fut partagé entre trois héritiers, le tableau revint à Jadwiga Reyowa née Branicka, qui l'apporta à Przecław.
Pendant la Seconde Guerre mondiale, le tableau a été caché près de Cracovie. Lorsque la famille des propriétaires a décidé de quitter la Pologne avant l'arrivée des Russes, les œuvres d'art ont été transférées dans les entrepôts de la curie métropolitaine de Cracovie. En 1952, les œuvres d'art rassemblées dans le dépôt furent confisquées par l'État et, en 1954, Le Guitariste fut placé au musée national de Varsovie, où il se trouve encore aujourd'hui.
En 1990, 1997 et 2003, trois héritiers différents des propriétaires du tableau ont intenté une action en justice pour le récupérer. Deux audiences ont eu lieu dans cette affaire, le jugement de la première ordonnant la restitution de l'œuvre d'art à ses propriétaires, tandis que le jugement en appel ordonnant que le tableau soit laissé au musée,.